# 가호촌
가호촌(加法村)은 히로시마현 후카야스군에 설치되었던 촌이다. 현재의 후쿠야마시에 해당한다.